# Centro agroforestal del río Wawashang
El Centro Agroforestal del río Wawashang con 540 hectáreas de extensión, está enfocado en la capacitación, investigación y producción de semillas, siendo un conglomerado de campos de germoplasma con 60 hectáreas, Arboretum con 30 hectáreas, jardín botánico, área de investigación agroforestal, y el resto, la mayor parte como bosque autóctono natural preservado. 

## Localización
Proyecto de explotación agroforestal sostenible que abarca a cinco municipios de la R.A.C.C.S (Región Autónoma de la Costa Caribe Sur), en Nicaragua; estos municipios son: La Cruz de Río Grande, Laguna de Perlas, El Tortuguero, Kukra Hill, y El Rama.

## Historia
Fundado por el 'FADCANIC (Fundación para la Autonomía y Desarrollo de la Costa Atlántica de Nicaragua) en 1999.

## Colecciones
El jardín botánico alberga colecciones de plantas de Nicaragua y de la zona de Centroamérica.
Posee un gran banco de especies de árboles de coco para producción de hibridaciones.

## Actividades
Este centro está encaminado a la investigación y producción de semillas resistentes a diferentes plagas y adaptadas a estos terrenos pobres en precipitaciones, así como a la capacitación de personal adecuado para su manejo.
Cuenta con:
- Viveros de distintas especies vegetales.
- Instalaciones de propagación vegetal.
- Instalaciones de germinación.